# Cuenca (Córdoba)
Cuenca es una localidad española perteneciente al municipio de Fuente Obejuna, en la provincia de Córdoba. En 2017 contaba con 225 habitantes.

## Historia
La localidad pertenece al término municipal cordobés de Fuente Obejuna, en la comunidad autónoma de Andalucía. Hacia 1847 su población ascendía a 240 habitantes. En 2017 contaba con 225 habitantes. Cuenca aparece descrita en el séptimo volumen del Diccionario geográfico-estadístico-histórico de España y sus posesiones de Ultramar de Pascual Madoz de la siguiente manera:

CUENCA: ald. en la prov. y dioc. de Córdoba (16 leg.), part. jud. y ayunt. de Fuente-Obejuna (2), aud. terr. y c. g. de Sevilla (38): sit. en una suave colina, donde le combaten todos los vientos: el clima es templado y saludable, y las enfermedades más comunes calenturas intermitentes. Tiene 75 casas, y una igl. parr. bajo la advocación del Salvador, servida por un cura: los vec. se surten para su consumo domésticode las exquisitas aguas de tres fuentes que hay fuera del pueblo, y de los de varios pozos que se encuentran en las casas. Confina N. Peralera; E. los Blazquez; S. Fuente-Obejuna, y O. la Granjuela. El terreno es de buena calidad, y en su mayor parte llano, bañándolo el r. Zuja, que en direccion de N. á S. corre por las inmediaciones de la ald. Los caminos son de pueblo 
 pueblo, pasando también por la pobl. el de herradura que conduce de Castilla a Sevilla: la correspondencia la reciben en la cab. del part. los mismos interesados. prod.: trigo, cebada, garbanzos, bellotas, alguna fruta, y pocas uvas y aceitunas; ganado cabrio, lanar, vacuno y de cerca; caza mayor y menor; y pesca de lampreas y otros peces. ind : la agrícola. comercio: extracción de cereales y ganados. pobl.: 68 vec., 240 alm. contr. con el ayunt.
(Madoz, 1847, p. 213)